# Callopistria phaeogona
Callopistria phaeogona là một loài bướm đêm trong họ Noctuidae.

## Hình ảnh

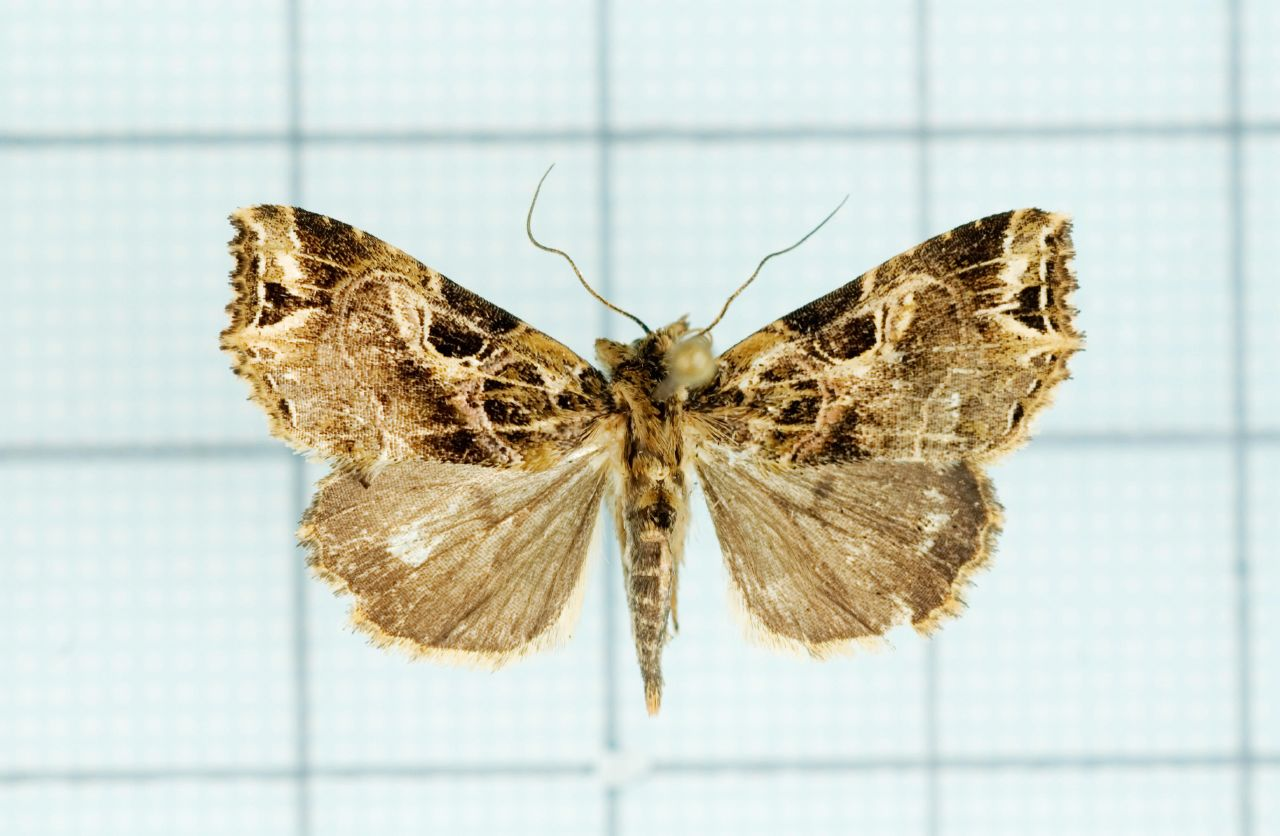